# Juan Manuel Santos
Juan Manuel Santos Calderón (Bogota, 10 augustus 1951) is een Colombiaanse conservatieve politicus, die tussen 2010 en 2018 president van Colombia was. In 2016 kreeg hij de Nobelprijs voor de Vrede.

## Biografie
Santos is afkomstig uit een invloedrijke familie. Zijn grootoom, Eduardo Santos Montejo, was president van 1938 tot 1942 en zijn vader, Enrique Santos Montejo, werkte meer dan 50 jaar bij de belangrijke krant El Tiempo. Zijn neef Francisco Santos Calderón was de vicepresident van 2002 tot 2010.
Juan Manuel Santos ging naar de marineschool van Cartagena en studeerde er in 1971 af. Later studeerde hij economie en management aan de London School of Economics en aan de Harvard University.

## Carrière
Santos was onder president César Gaviria in 1991 minister van Buitenlandse Handel.
Hij was een stichtend lid van de Sociale Partij van Nationale Eenheid. Hij werd minister van Defensie in 1996. Tijdens zijn ministerschap strijdde hij tegen de FARC, zoals door een actie die de dood van Raúl Reyes betekende, en was hij betrokken de bevrijding van Íngrid Betancourt.
In 2010 werd hij verkozen tot president en in 2014 herkozen. Tussen 2012 en 2016 onderhandelde zijn regering met de FARC over vrede. Dit leidde ertoe dat er een vredesakkoord werd getekend op 26 september 2016. Op 2 oktober 2016 verwierp een minimale meerderheid van 50,21% van de Colombiaanse stemmers het vredesakkoord in een referendum.
In 2016 kreeg hij de Nobelprijs voor de Vrede voor zijn resolute inspanningen om een einde te maken aan de burgeroorlog die meer dan vijftig jaar woedde.
Na een presidentschap van acht jaar mocht Santos zich bij de presidentsverkiezingen van 2018 niet nogmaals verkiesbaar stellen. Hij werd opgevolgd door Iván Duque van de partij Centro Democrático.
- Bibliothèque nationale de France: cb124863033 (data)
- Gemeinsame Normdatei: 1056520132
- International Standard Name Identifier: 0000 0000 3132 9555
- Library of Congress Control Number: n96009966
- Nationale Bibliotheek van Israël: 987011050562005171
- Nationale Bibliotheek van Polen: a0000003543639
- Nederlandse Thesaurus van Auteursnamen: 144397013
- Système universitaire de documentation: 158146832
- Virtual International Authority File: 46863169
- WorldCat: E39PBJfCvyRTxXVbqFXVqc4jG3

1901: Dunant, Passy ·
1902: Ducommun, Gobat ·
1903: Cremer ·
1904: Institut de Droit International ·
1905: Von Suttner ·
1906: Roosevelt ·
1907: Moneta, Renault ·
1908: Arnoldson, Bajer ·
1909: Beernaert, Balluet d'Estournelles de Constant ·
1910: IPB ·
1911: Asser, Fried ·
1912: Root ·
1913: La Fontaine ·
1917: ICRC ·
1919: Wilson ·
1920: Bourgeois ·
1921: Branting, Lange ·
1922: Nansen ·
1925: Chamberlain, Dawes ·
1926: Briand, Stresemann ·
1927: Buisson, Quidde ·
1929: Kellogg ·
1930: Söderblom ·
1931: Addams, Butler ·
1933: Angell ·
1934: Henderson ·
1935: Von Ossietzky ·
1936: Lamas ·
1937: Cecil ·
1938: Office international Nansen pour les réfugiés ·
1944: ICRC ·
1945: Hull ·
1946: Balch, Mott ·
1947: Friends Service Council, American Friends Service Committee ·
1949: Orr ·
1950: Bunche ·
1951: Jouhaux ·
1952: Schweitzer ·
1953: Marshall ·
1954: Hoog Commissariaat voor de Vluchtelingen (UNHCR) ·
1957: Pearson ·
1958: Pire ·
1959: Noel-Baker ·
1960: Luthuli ·
1961: Hammarskjöld ·
1962: Pauling ·
1963: ICRC, IFRC ·
1964: King ·
1965: UNICEF ·
1968: Cassin ·
1969: Internationale Arbeidsorganisatie ·
1970: Borlaug ·
1971: Brandt ·
1973: Kissinger, Lê Đức Thọ ·
1974: MacBride, Satō ·
1975: Sacharov ·
1976: Williams, Corrigan ·
1977: Amnesty International ·
1978: Sadat, Begin ·
1979: Moeder Teresa ·
1980: Esquivel ·
1981: Hoog Commissariaat voor de Vluchtelingen (UNHCR) ·
1982: Myrdal, Robles ·
1983: Wałęsa ·
1984: Tutu ·
1985: IPPNW ·
1986: Wiesel ·
1987: Arias ·
1988: VN-vredesmacht ·
1989: Gyatso ·
1990: Gorbatsjov ·
1991: Suu Kyi ·
1992: Menchú ·
1993: Mandela, De Klerk ·
1994: Arafat, Peres, Rabin ·
1995: Rotblat, Pugwash Conferences on Science and World Affairs ·
1996: Ximenes Belo, Ramos-Horta ·
1997: ICBL, Williams ·
1998: Hume, Trimble ·
1999: AzG ·
2000: Dae-jung ·
2001: VN, Annan ·
2002: Carter ·
2003: Ebadi ·
2004: Maathai ·
2005: IAEA, El-Baradei ·
2006: Grameen Bank, Yunus ·
2007: Gore, IPCC ·
2008: Ahtisaari ·
2009: Obama ·
2010: Liu ·
2011: Johnson Sirleaf, Gbowee, Karman ·
2012: Europese Unie ·
2013: OPCW ·
2014: Satyarthi, Yousafzai ·
2015: Kwartet voor Nationale Dialoog in Tunesië ·
2016: Santos ·
2017: ICAN ·
2018: Mukwege, Murad Basee ·
2019: Ahmed ·
2020: Wereldvoedselprogramma ·
2021: Ressa, Moeratov ·
2022: Bjaljazki, Memorial, Centrum voor Burgerlijke Vrijheden ·
2023: Mohammadi ·
2024: Nihon Hidankyo